# Ойген Геберт
Ойген Геберт Едлер фон Шварцталь (нім. Eugen Höberth Edler von Schwarzthal; 22 серпня 1878, Ґрац — 15 квітня 1965, Зальцбург) — австрійський і німецький офіцер, генерал-лейтенант вермахту.

## Біографія
18 серпня 1899 року поступив на службу в австро-угорську армію. Учасник Першої світової війни. Після війни продовжив службу в австрійській армії. 30 вересня 1932 року вийшов у відставку.
1 квітня 1939 року перейшов у розпорядження вермахту. З 6 вересня 1939 року — польовий оберкомендант Кракова. 1 лютого 1943 року відправлений у резерв ОКГ, 31 березня — у відставку.

## Військові звання
- Кадет-виконувач обов'язків офіцера (18 серпня 1899)
- Лейтенант (1 листопада 1900)
- Обер-лейтенант (1 листопада 1905)
- Ротмістр (1 листопада 1912)
- Майор (1 травня 1918)
- Оберст-лейтенант (8 червня 1921)
- Оберст (1 червня 1924)
- Генерал-майор (24 квітня 1930)
- Генерал-майор до розпорядження (1 квітня 1939)
- Генерал-лейтенант до розпорядження (1 січня 1942)

## Нагороди
- Ювілейний хрест (1908)
- Пам'ятний хрест 1912/13
- Бронзова і срібна медаль «За військові заслуги» (Австро-Угорщина) з мечами
- Хрест «За військові заслуги» (Австро-Угорщина) 3-го класу з військовою відзнакою і мечами
- Орден Залізної Корони 3-го класу з військовою відзнакою і мечами
- Військовий Хрест Карла
- Залізний хрест 2-го класу
- Пам'ятна військова медаль (Австрія) з мечами
- Почесний хрест ветерана війни з мечами
- Медаль «За вислугу років у Вермахті» 4-го, 3-го, 2-го і 1-го класу (25 років)
- Застібка до Залізного хреста 2-го класу